# Tour Saint-Ignace
La Tour  Saint-Ignace est un édifice fortifié français qui appartient au patrimoine de la ville de Béthune située dans le département du Pas-de-Calais dans la région d'Artois.

## Situation géographique
De nos jours, La tour Saint-Ignace se trouve dans le centre-ville de Béthune, elle est située rue du 11 novembre (voie en sens unique).

## Historique

### Sa construction
Cette tour d'artillerie datant du XIVe siècle et XVe siècle faisait partie des fortifications qui protégeaient la ville de Béthune. C'est une ancienne poudrière, sa construction daterait de 1416.
À l'intérieur de la tour se trouve une salle de garde voûtée datant du XVIe siècle.
La tour subit les assauts de nombreuses guerres ce qui explique les fortifications. Au XVIIe siècle, la ville est assiégée par les Espagnols.  Redevenue française, Vauban la fait consolider en 1670 pour en faire une place forte. Mais au XVIIIe siècle, l'armée autrichienne fait une brèche dans les fortifications et l'armée française capitule en 1710.
De ces fortifications, il ne reste plus que la Tour Saint-Ignace et le bastion de Saint-Pry.

### Origine de son nom
À proximité de la tour, au pied des remparts, se trouvait anciennement un collège de Jésuites dont l'Ordre, 'la Compagnie de Jésus', fut fondé par saint Ignace de Loyola. C'est au début du XVIIIe siècle que la tour prend le nom du fondateur de l'Ordre religieux.
Au fil des siècles, la tour a servi de  magasin à poudre, chapelle et même de château d’eau.

## Monument historique
La Tour Saint-Ignace est inscrite à l'inventaire des monuments historiques par arrêté le 24 février 1969.